# Michel Bongongo
Michel Bongongo Ikoli Ndombo, né le 5 novembre 1950, est un homme politique de la république démocratique du Congo. Il est ministre de la Fonction publique de 2016 à 2019.
Il a été sénateur représentant l’Équateur. Il a été membre du Mouvement de libération du Congo (MLC) et est maintenant membre de l’Union des forces du changement (UFC).
Il a été professeur à l’Institut pédagogique national.
Il a été vice-président de l’Assemblée régionale de 1985 à 1989 et son président de 1989 à 1990. Il a été ministre d’État du Budget de 2014 à 2016.